# Maia Mustangs
I Maia Mustangs sono stati una squadra di football americano, di Maia, in Portogallo, fondata nel 2013; nel 2016 si sono fusi con i Porto Renegades per fondare i Maia Renegades.

## Dettaglio stagioni

### Tornei nazionali

#### Campionato

##### LPFA
| Stagione | regular season | regular season | regular season | regular season | regular season | regular season | playoff | playoff | playoff | playoff | playoff | playoff   | playoff    |
|          | Vin            | Par            | Per            | Tot            | PF             | PS             | Vin     | Per     | Tot     | PF      | PS      | risultato | avversaria |
| -------- | -------------- | -------------- | -------------- | -------------- | -------------- | -------------- | ------- | ------- | ------- | ------- | ------- | --------- | ---------- |
| 2015-16  | 1              | 0              | 7              | 8              | 33             | 212            | -       | -       | -       | -       | -       | -         | -          |
| Totale   |                |                |                |                |                |                |         |         |         |         |         |           |            |

Fonti: Sito APFA- A cura di Roberto Mezzetti;